# Final do Grand Prix de Patinação Artística no Gelo de 1999–00
A Final do Grand Prix de Patinação Artística no Gelo de 1999–00 foi a quinta edição da competição, um evento anual de patinação artística no gelo organizado pela União Internacional de Patinação (em inglês:  International Skating Union), e o evento final do Grand Prix de 1999–00. Os patinadores se qualificaram para essa competição através de outras seis competições: Trophée Lalique, NHK Trophy, Cup of Russia, Sparkassen Cup on Ice, Skate America e Skate Canada International. A competição foi disputada entre os dias 13 de janeiro e 16 de janeiro de 2000, na cidade de Lyon, França.

## Eventos
- Individual masculino
- Individual feminino
- Duplas
- Dança no gelo

## Medalhistas
| Evento                        | Ouro                                        | Prata                                            | Bronze                                           |
| Individual masculino detalhes | Evgeni Plushenko · Rússia                   | Elvis Stojko · Canadá                            | Timothy Goebel · Estados Unidos                  |
| Individual feminino detalhes  | Irina Slutskaya · Rússia                    | Michelle Kwan · Estados Unidos                   | Maria Butyrskaya · Rússia                        |
| Duplas detalhes               | Shen Xue · Zhao Hongbo · China              | Sarah Abitbol · Stephane Bernadis · França       | Elena Berezhnaya · Anton Sikharulidze · Rússia   |
| Dança no gelo detalhes        | Marina Anissina · Gwendal Peizerat · França | Barbara Fusar-Poli · Maurizio Margaglio · Itália | Margarita Drobiazko · Povilas Vanagas · Lituânia |

## Resultados

### Individual masculino
| Pos.              | Nome                | Nacionalidade  | Pontos | PC | PL |
| ----------------- | ------------------- | -------------- | ------ | -- | -- |
| Medalha de ouro   | Evgeni Plushenko    | Rússia         | 1.5    | 1  | 1  |
| Medalha de prata  | Elvis Stojko        | Canadá         | 3.0    | 2  | 2  |
| Medalha de bronze | Timothy Goebel      | Estados Unidos | 6.5    | 5  | 4  |
| 4                 | Alexander Abt       | Rússia         | 5.0    | 4  | 3  |
| 5                 | Guo Zhengxin        | China          | 6.5    | 3  | 5  |
| 6                 | Vincent Restencourt | França         | 9.0    | 6  | 6  |

### Individual feminino
| Pos.              | Nome               | Nacionalidade  | Pontos | PC | PL |
| ----------------- | ------------------ | -------------- | ------ | -- | -- |
| Medalha de ouro   | Irina Slutskaya    | Rússia         | 3.0    | 2  | 2  |
| Medalha de prata  | Michelle Kwan      | Estados Unidos | 1.5    | 1  | 1  |
| Medalha de bronze | Maria Butyrskaya   | Rússia         | 4.5    | 3  | 3  |
| 4                 | Julia Soldatova    | Rússia         | 7.0    | 6  | 4  |
| 5                 | Elena Liashenko    | Ucrânia        | 7.0    | 4  | 5  |
| 6                 | Viktoria Volchkova | Rússia         | 8.5    | 5  | 6  |

### Duplas
| Pos.              | Nome                                  | Nacionalidade | Pontos | PC | PL |
| ----------------- | ------------------------------------- | ------------- | ------ | -- | -- |
| Medalha de ouro   | Shen Xue / Zhao Hongbo                | China         | 1.5    | 1  | 1  |
| Medalha de prata  | Sarah Abitbol / Stéphane Bernadis     | França        | 4.0    | 4  | 2  |
| Medalha de bronze | Elena Berezhnaya / Anton Sikharulidze | Rússia        | 6.0    | 2  | 5  |
| 4                 | Maria Petrova / Alexei Tikhonov       | Rússia        | 4.5    | 3  | 3  |
| 5                 | Jamie Salé / David Pelletier          | Canadá        | 6.5    | 5  | 4  |

### Dança no gelo
| Pos.              | Nome                                    | Nacionalidade | Pontos | DO | DL |
| ----------------- | --------------------------------------- | ------------- | ------ | -- | -- |
| Medalha de ouro   | Marina Anissina / Gwendal Peizerat      | França        | 1.0    | 1  | 1  |
| Medalha de prata  | Barbara Fusar-Poli / Maurizio Margaglio | Itália        | 2.0    | 2  | 2  |
| Medalha de bronze | Margarita Drobiazko / Povilas Vanagas   | Lituânia      | 4.0    | 4  | 4  |
| 4                 | Irina Lobacheva / Ilia Averbukh         | Rússia        | 3.0    | 3  | 3  |
| 5                 | Shae-Lynn Bourne / Victor Kraatz        | Canadá        | 5.0    | 5  | 5  |

## Quadro de medalhas
| Ordem | País           | Medalha de ouro | Medalha de prata | Medalha de bronze |    | Ordem por total |
| ----- | -------------- | --------------- | ---------------- | ----------------- | -- | --------------- |
| 1     | Rússia         | 2               |                  | 2                 | 4  | 1               |
| 2     | França         | 1               | 1                |                   | 2  | 2               |
| 3     | China          | 1               |                  |                   | 1  | 4               |
| 4     | Estados Unidos |                 | 1                | 1                 | 2  | 2               |
| 5     | Canadá         |                 | 1                |                   | 1  | 4               |
| 5     | Itália         |                 | 1                |                   | 1  | 4               |
| 7     | Lituânia       |                 |                  | 1                 | 1  | 4               |
| TOTAL | TOTAL          | 4               | 4                | 4                 | 12 | —               |